# Isabella Echeverri
Pour les articles homonymes, voir Echeverri.
Isabella Echeverri Restrepo, née le 16 juin 1994 à Medellín (Colombie), est une footballeuse internationale colombienne qui évolue au poste de milieu de terrain.
Elle participe à la Coupe du monde féminine en 2015 et dispute également les Jeux olympiques d'été de 2016.